# ۶۸۸ (میلادی)
۶۸۸ (میلادی) ششصد و هشتاد و هشتمین سال تقویم میلادی است.

## درگذشتگان
‎